# Área de Conservação da Paisagem de Pärnu
A Área de Conservação da Paisagem de Pärnu é um parque natural localizado no condado de Pärnu, na Estónia.
A área do parque natural é de 511 hectares.
A área protegida foi fundada em 1958 para proteger a floresta de pinheiros de Raeküla e os seus arredores. Em 2007, a área protegida foi reformulada para área de conservação paisagística.